# John W. Daniel

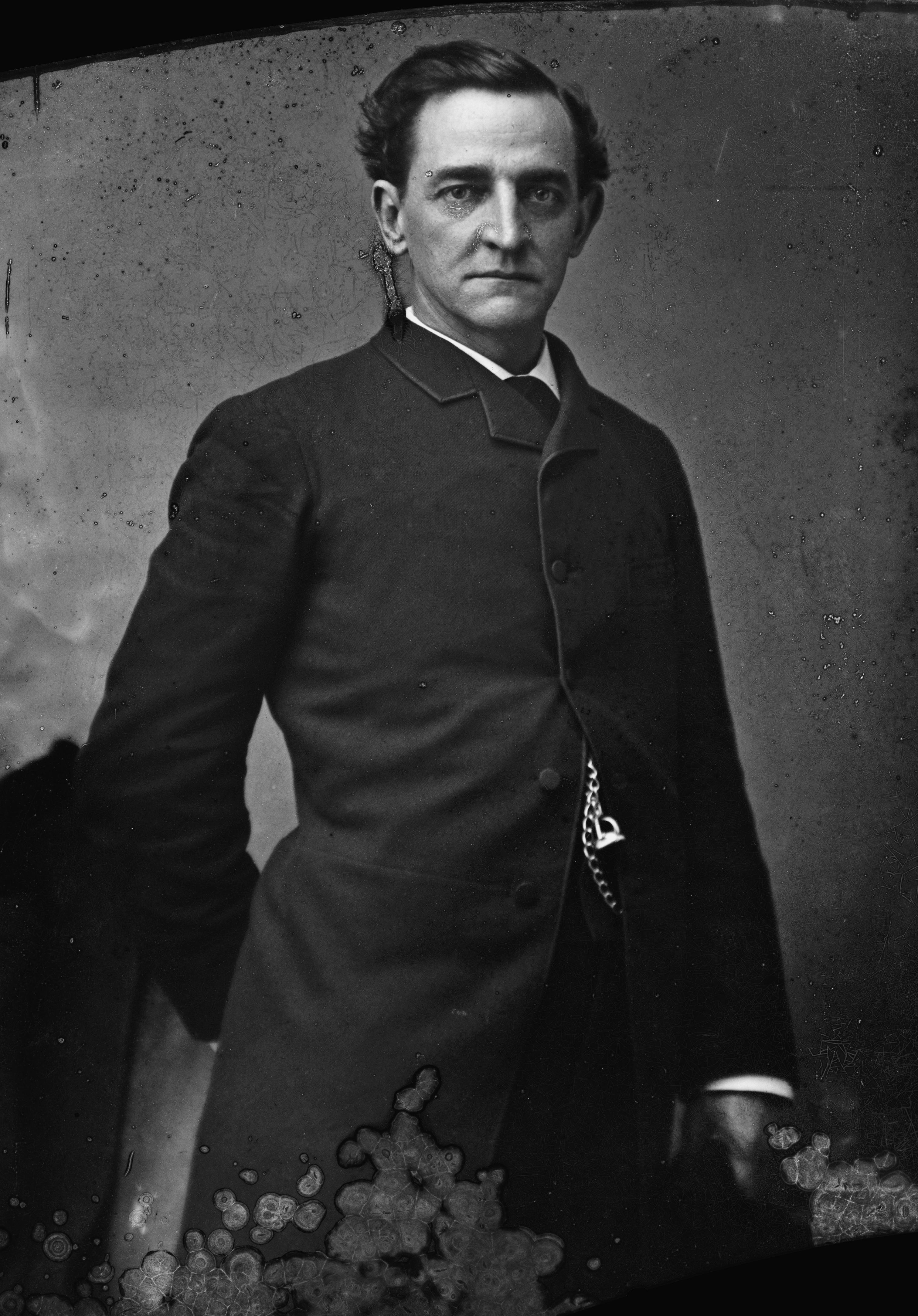
John W. Daniel

John Warwick Daniel (* 5. September 1842 in Lynchburg, Virginia; † 29. Juni 1910 ebenda) war ein US-amerikanischer Politiker der Demokratischen Partei, der den Bundesstaat Virginia in beiden Kammern des Kongresses vertrat.

## Soldat und Jurist
Nach dem Besuch von Privatschulen setzte John Daniel seine Ausbildung auf dem Lynchburg College sowie Dr. Gessner Harrison’s University School fort. Nach Ausbruch des Sezessionskrieges schloss er sich 1861 der Konföderiertenarmee an und stieg dort bis zum Major auf. Er war ein wichtiger Offizier im Stab von Generalmajor Jubal Anderson Early, unter anderem während des Gettysburg-Feldzuges. Während der Schlacht in der Wilderness im Mai 1864 wurde er schwer verwundet und trug eine Behinderung davon, die zu seinem Abschied aus der Armee führte. Während seiner politischen Laufbahn erhielt er als Folge daraus den Spitznamen „Lame Lion of Lynchburg“ (lahmender Löwe von Lynchburg).
Nach seiner Zeit beim Militär studierte Daniel Jura an der University of Virginia in Charlottesville; 1866 wurde er in die Anwaltskammer aufgenommen, woraufhin er in Lynchburg zu praktizieren begann.

## Politische Laufbahn
Trotz seiner schweren Behinderung begann Daniel sich auch politisch zu betätigen. Von 1869 bis 1872 saß er zunächst im Abgeordnetenhaus von Virginia, ehe er von 1876 bis 1881 dem Staatssenat angehörte. Eine Kandidatur als Gouverneur von Virginia scheiterte 1881; er unterlag William E. Cameron von der Readjuster Party und war damit bis zum Jahr 1969 der letzte demokratische Bewerber, der die Gouverneurswahl verlor.
Dafür gelang es ihm 1884, in das Repräsentantenhaus der Vereinigten Staaten gewählt zu werden. Dort absolvierte Daniel eine Legislaturperiode, ehe er innerhalb des Kongresses in den Senat wechselte, wo er seine Amtszeit am 4. März 1887 als Nachfolger von William Mahone begann. In den Jahren 1891, 1897, 1904 und 1910 gelang ihm jeweils die Wiederwahl. Noch bevor er seine fünfte Amtsperiode antreten konnte, verstarb er in seinem Heimatort Lynchburg.
Während seiner Zeit im Senat stand er unter anderem dem Committee on Revision of the Laws of the United States vor. Er war zudem Mitglied zahlreicher anderer Ausschüsse, darunter das Committee on Private Land Claims. Daniel unterstützte die amerikanische Intervention in Kuba und hielt zahlreiche ausführliche Reden über vermeintliche spanische Gräueltaten. Als Interessenvertreter von Kriegsveteranen machte er sich für die Schaffung eines Virginia Memorial auf dem Schlachtfeld von Gettysburg stark. Er blieb auch als Senator an der Politik seines Heimatstaates interessiert und nahm 1901 am Verfassungskonvent von Virginia teil.
In Lynchburg, wo John Daniel beigesetzt wurde, erinnert eine große Bronzestatue an den Politiker. Das Haus seines Vaters, bekannt als Point of Honor, wurde 1970 in das National Register of Historic Places aufgenommen; sein Geburtshaus, das John Marshall Warwick House, folgte im Jahr 1996.